# 熬夜 (我为喜剧狂)
《熬夜》（英語：Up All Night）是美国情景喜剧《我为喜剧狂》第1季的第13集，由剧集主创人、执行制片人兼女主演蒂娜·菲编剧，迈克尔·英格勒执导，2007年2月8日通过全国广播公司在美国首播。本集节目的客串演员包括卡特里娜·宝登、瑞秋·德拉彻、凯斯·鲍威尔、马里克·潘考利、约翰·卢茨、雪莉·谢波德、瑞秋·汉密尔顿、朗尼·罗斯、 伊莎贝拉·罗西里尼、杰森·苏戴奇斯和马克·津默曼（Mark Zimmerman）。乔·贝哈在剧中以自己的真实身份出场。
这一集的剧情主要集中在全国广播公司喜剧小品《与崔西·乔丹》剧组在情人节这天的经历展开。首席编剧丽兹·莱蒙（Liz Lemon，蒂娜·菲饰）收到了一件神秘礼物；另一位编剧弗兰克·罗斯塔诺（Frank Rossitano，贾达·弗雷德兰德饰）表示自己很讨厌简娜·玛隆妮（Jenna Maroney，简·科拉克斯基饰），后者是节目的一位女演员；制片人皮特·霍恩伯格（Pete Hornberger，斯科特·安第斯饰）忘了这天是情人节，而且还正好是自己老婆保拉（Paula）的生日；多位编剧相信丽兹的火辣助理施乐·泽洛克斯对电视台的杂工跟班肯尼斯·帕塞尔（Kenneth Parcell，杰克·麦克布瑞尔饰）有好感，于是有意搓合；男演员崔西·乔丹（Tracy Jordan，崔西·摩根饰）打算和自己的老婆安吉共度一个浪漫夜晚；全国广播公司副总裁杰克·唐纳吉（Jack Donaghy，亚历克·鲍德温饰）和早已分居的比安卡正式离婚。

## 剧情
杰克·唐纳吉和比安卡早已分居，但离婚手续尚未完成，后者要求予以了结，杰克于是和她商议了离婚协议的各个条款，双方同意后决定次日正式办手续。第二天适逢情人节，不过《与崔西·乔丹》节目的剧组工作人员仍然熬夜加班。其中一位编剧弗兰克·罗斯塔诺透露自己很讨厌节目中的女演员简娜·玛隆妮，每一次在一个可以选择“杀死”对方的游戏时他总是会选择“杀死”简娜。弗兰克觉得简娜很“虚假”，简娜也多次试图改变自己在弗兰克眼中的形象。最终两人进行交流时简娜放了一个屁，但弗兰克非但不介意，还很高兴，说自己终于看到了她真实的一面，矛盾也由此化解。众人在玩一个可以整人的游戏时，丽兹的小助理施乐·泽洛克斯面对可以恶整电视台杂工跟班肯尼斯·帕塞尔的机会时却选择了放他一马，众编剧由此认为她肯定是对肯尼斯有意，于是安排两人一起去买一些糖果。两人步行下楼，路上施乐表示自己并不是对他有意，但告诉肯尼斯可以向其他人吹嘘两人有亲热过。可是肯尼斯这人压根儿就不会说谎，他甚至还拿出一条男式内裤声称这是施乐刚才穿的。
杰克叫上男演员崔西一起去喝几杯，来庆祝离婚手续即将完成，但后者打算早些回家和老婆玩角色扮演来庆祝情人节。杰克喝高了，就打开了话匣子，说自己对老婆还有性幻想，比如抓住她的一边乳房或是在床上把各种已到晚期的疾病传染给她等。最终他叫了个妓女（瑞秋·德拉彻饰），两人到酒店开房，却坏了崔西和老婆安吉的好事。安吉非常生气，命令老公马上把这两个人弄走，崔西于是打电话给自己节目的首席编剧丽兹·莱蒙。丽兹把上司和妓女弄出酒店，并且告诉杰克，他和老婆比安卡的关系很病态。杰克虽然感情上还是拿不定主意，但仍然向丽兹保证，自己会迈过这个槛。次日，杰克和比安卡签了离婚协议，两人又为一件财产的处理大吵起来，最终之前的浪漫感觉烟消云散，比安卡哭着离开了。
制片人皮特忘了这天是情人节，而且还是太太保拉的生日。为了补偿，他整夜都在城里转悠，试图买一件好礼物，却把已经买好的气球也弄丢了。丽兹则收到了一份巧克力草莓蛋糕和鲜花，只是不知道是谁送的。经过一番“调查”最后发现，这位“神秘仰慕者”的礼物原来是一位同性恋造型师送给自己男友的，他的男友叫里兹·莱姆勒（Liz Lemler），在电视台的会计部门工作。最后对方还是让丽兹留下了礼物，只是拍一张带有自己名牌的照片，来让他向男友证明自己的确有送礼物，只是送货的人弄错了，请亲爱的不要生气。

## 制作
全国广播公司喜剧小品《周六夜现场》的一位主要演员杰森·苏戴奇斯在本片中扮演弗洛伊德·德巴伯一角，就是那位给同性恋男友订了礼物，但由于名字接近而被错送给丽兹·莱蒙的造型师，蒂娜·菲则是该节目1999至2006年的首席编剧。其他还有多位《周六夜现场》的演员参加了《我为喜剧狂》的演出，包括曾长期和菲合作的瑞秋·德拉彻，她本是扮演简娜·玛隆妮一角的初定人选，并已在节目起初拍摄的试播集中出演了这一角色。但到了2006年8月，执行制片人洛恩·迈克尔斯宣布简娜一角将另选演员出演，但德拉彻还是会在之前的多集节目中以不同的身份登场。在最后播出的这集试播集中，她以《女生秀》养猫人的身份出镜。同月晚些时候，全国广播公司宣布已由简·科拉克斯基取代德拉彻出演简娜一角，此外德拉彻还将在之后播出的《C开头的那个词》中诠释这个养猫人角色。在《后果》中，她扮演了一个名叫玛丽娅（Maria）的女佣，丽兹发现她被锁在一艘游艇的衣柜里。在《杰克遇上丹尼斯》里，德拉彻饰演了女演员伊丽莎白·泰勒。《崔西演柯南》中德拉彻出演的是崔西·乔丹出现幻觉时所看到的一个全身穿上臃肿蓝色服装的人，被称为“小蓝人”。在《分手》中，她诠释了帕梅拉·斯缪，是崔西和图弗之间的一组灵敏度训练治疗师成员。而到了《幼儿节目》中，德拉彻扮演了一位名叫格丽塔的女子，听说丽兹·莱蒙想怀个孩子后表示自己愿意做她的代孕母亲，而到了《熬夜》里，她饰演的是杰克喝醉后叫来的一个妓女。此外还有弗莱德·阿米森、克里斯汀·韦格、威尔·福特、莫莉·香侬、霍拉提奥·桑斯和简·霍克斯、克里斯·帕内尔。菲和崔西·摩根都曾是《周六夜现场》的主要演员。亚历克·鲍德温也曾16次担任《周六夜现场》主持人，创下了该节目的最高纪录。

## 反响
《熬夜》在美国首播时有520万户家庭观看，在18-49岁年龄段人群中收获了2.5 / 6的收视率，这意味着播出时段全美所有该年龄段人群中有2.5%观看了这集节目，而在所有当时看电视的这一年龄段观众群里则有6%选择收看《熬夜》。与上一集《黑领带》有590万户家庭观看，收视率2.9 / 7的成绩相比有明显下降。
电视指南的马特·韦伯·米托维奇（Matt Webb Mitovich）认为上一星期节目《黑领带》中保罗·雷宾斯饰演的哈布斯堡王朝格哈特王子（Prince Gerhardt Hapsburg）“几乎是不可能被超越的，所以请原谅这一周的《我为喜剧狂》‘只是’很好笑而已”。他还表示，与杰克的故事线索相比，自己更喜欢那群编剧玩游戏的另一条故事线索。IGN网站的罗伯特·坎宁（Robert Canning）觉得“《我为喜剧狂》的情人节特辑给了我们一个很大的惊喜：一个已经越越巅峰节目却给出了低调的半个小时”，他认为这样的惊喜让人感到愉快，这一集也“证明《我为喜剧狂》无论是用什么样的基调都能让人感到有趣，坎宁最终给予这一集8.5的评价（最高为10）。